# Adlerturm Dortmund

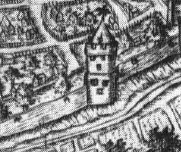
O Adlerturm em 1610.

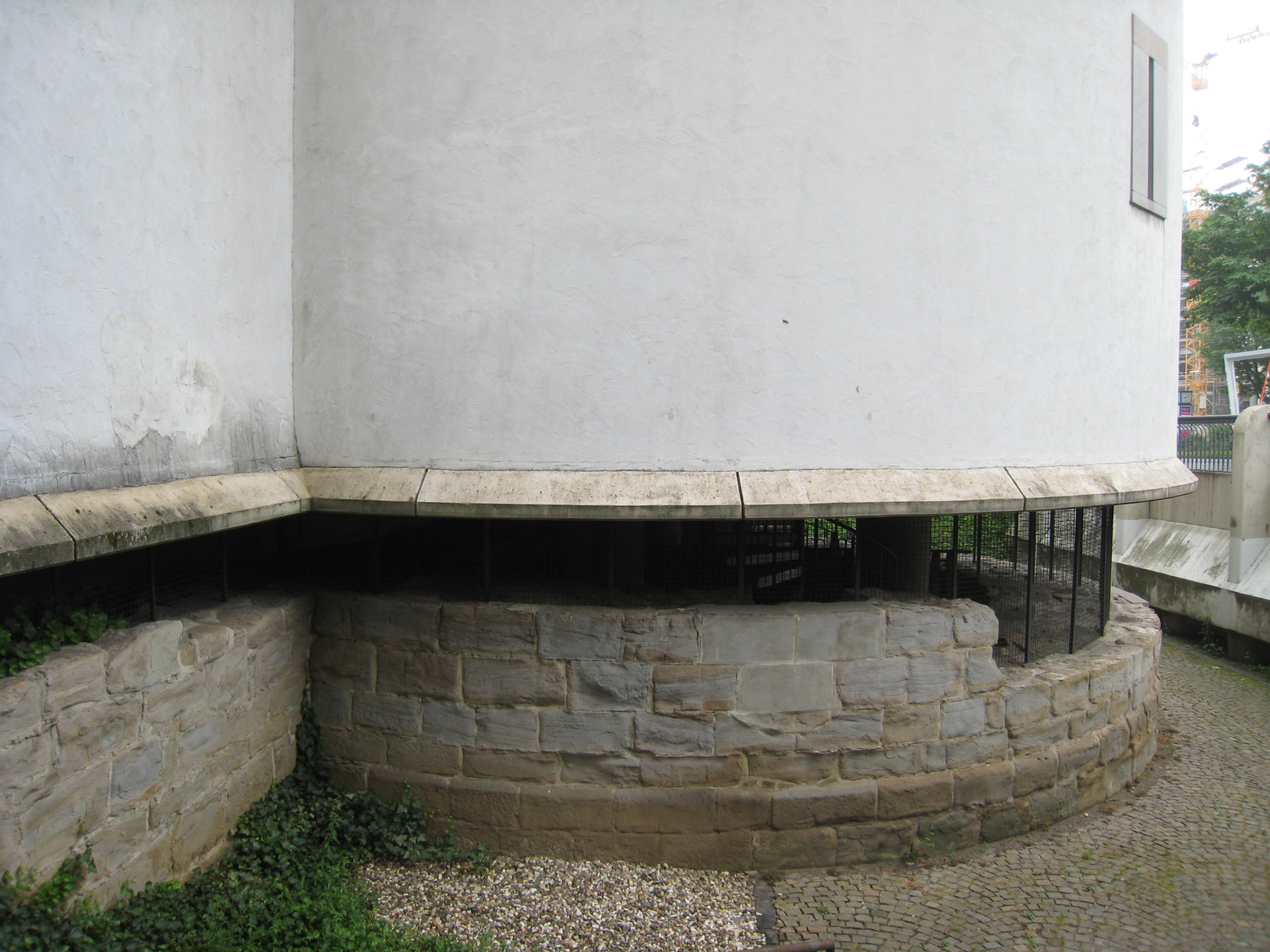
Fundamentos históricos.

O Adlerturm Dortmund (em português, literalmente, Torre da Águia) é uma torre localizado na cidade alemã Dortmund. É a reconstrução de uma torre da antiga murralha medieval da cidade.
Em 1992, no sítio das fundações originais do antigo edifício militar, construiu-se esta "nova  versão" do mesmo.
A torre tem uma altura de 30 metros e foi construida em cima de pilares para manter intactas as fundações originais das antigas murralha e torre, que datam do século XIII e XIV.
Em 6 pisos encontra-se uma exposição sobre a vida urbana medieval. Existem numerosos achados de escavações realizadas em Dortmund.
Um modelo da cidade medieval e representações contemporánias illustram a aparência de Dortmund no decorrer dos séculos passados. Também existem armas originais do tempo da "Dortmunder Fehde" (batalhas que decorreram em 1388-1389).